# When Legends Rise
When Legends Rise es el séptimo álbum de estudio de la banda de heavy metal Godsmack, fue lanzado el 27 de abril de 2018 a través del sello discográfico BMG Rights Management (BMG). El primer sencillo del álbum, "Bulletproof", fue lanzado antes del álbum en febrero de 2018.

## Antecedentes
Ya en 2015, el líder Sully Erna habló de su deseo de crear un nuevo sonido para Godsmack en su próximo álbum. Expresó su deseo de cambiar la forma en que la banda se había agrupado en el género de heavy metal, y deseaba expandirse en un sonido de hard rock. Más tarde describió el álbum en 2017 como una "reinvención" para la banda, como un "nuevo capítulo" yuxtapuesto contra álbumes más antiguos, de los cuales describió como "clásico clásico Godsmack". La banda trabajó con el productor de música Erik Ron para el álbum en un esfuerzo por ayudar a la banda a acercarse al álbum desde una nueva dirección. Erna describió el álbum:

Estaba a punto de evolucionar como compositor. Quería estirar aún más mis alas, usar todas las experiencias que he tenido escribiendo diferentes tipos de música a lo largo de los años y aplicar eso para encontrar una forma de presentar un sonido más nuevo, más fresco y más maduro, mientras mantengo el poder de Godsmack".

La primera canción grabada para el álbum con Ron fue su primer sencillo "Bulletproof"; la banda estaba tan contenta con el resultado que trabajaron con Ron en una segunda canción, "Take It to the Edge". La banda estaba tan feliz con el sonido de producción agregado por Ron, que decidieron trabajar con él en todo el álbum. Erna fue coproductor, como también lo hizo en álbumes anteriores.

## Lista de canciones
| N.º | Título                | Duración |  |
| 1.  | «When Legends Rise»   | 2:52     |  |
| 2.  | «Bulletproof»         | 2:57     |  |
| 3.  | «Unforgettable»       | 3:28     |  |
| 4.  | «Every Part of Me»    | 3:20     |  |
| 5.  | «Take It to the Edge» | 3:15     |  |
| 6.  | «Under Your Scars»    | 3:51     |  |
| 7.  | «Someday»             | 4:44     |  |
| 8.  | «Just One Time»       | 3:09     |  |
| 9.  | «Say My Name»         | 3:38     |  |
| 10. | «Let it Out»          | 3:41     |  |
| 11. | «Eye of the Storm»    | 3:21     |  |

## Posicionamiento en lista
| Chart (2018)                         | Peak position |
| ------------------------------------ | ------------- |
| Australian Albums (ARIA)             | 55            |
| Austria (Ö3 Austria)                 | 12            |
| Escocia (Scottish Albums Chart)      | 54            |
| Bélgica (Ultratop flamenca)          | 58            |
| Bélgica (Ultratop valona)            | 122           |
| Canadá (Billboard Canadian Albums)   | 6             |
| Países Bajos (Album Top 100)         | 153           |
| Alemania (Media Control Charts)      | 21            |
| New Zealand Heatseeker Albums (RMNZ) | 7             |
| Suiza (Schweizer Hitparade)          | 28            |
| US Billboard 200                     | 8             |

## Personal
Godsmack
- Sully Erna - guitarra rítmica, voz, productor
- Tony Rombola - guitarra líder, coros
- Robbie Merrill - bajo
- Shannon Larkin - batería, percusión